# Liste von nationalen Sportverbänden in Ruanda
Dies Liste von nationalen Sportverbänden in Ruanda listet nationale Sportverbände des ostafrikanischen Landes Ruanda auf.
| Verband                                      | Kürzel    | Sportart          | Website                               |
| -------------------------------------------- | --------- | ----------------- | ------------------------------------- |
| Fédération Rwandaise de Basketball           | FERWABA   | Basketball        | https://ferwaba.web.geniussports.com/ |
| Fédération Rwandaise de Football Association | FERWAFA   | Fußball           | https://www.ferwafa.rw/               |
| Fédération Rwandaise de Judo                 | FRJ       | Judo              |                                       |
| Fédération Rwandaise du Sport Scolaire       | FRSS      | Schulsport        |                                       |
| Fédération Rwandaise de Tennis               | FRT       | Tennis            | https://frtennis.rw/                  |
| Fédération Rwandaise du Tennis de Table      | FRTT      | Tischtennis       | https://tabletennisrwanda.org/        |
| Fédération Rwandaise de Taekwondo            | FRT       | Taekwondo         |                                       |
| National Paralympic Committee                | NPC       | Behindertensport  |                                       |
| Rwanda Athletics Federation                  | RAF       | Leichtathletik    | https://athletics.rw/                 |
| Rwanda Automobile Club                       | RAC       | Motorsport        | https://rac.rw/                       |
| Rwanda Cricket Association                   | RCA       | Cricket           | https://cricket.rw/                   |
| Rwanda Cycling Federation                    | FERWACY   | Radsport          | https://ferwacy.rw/                   |
| Rwanda Handball Federation                   | FERWAHAND | Handball          | https://ferwahand.rw/                 |
| Rwanda Karate Federation                     | FERWAKA   | Karate            |                                       |
| Rwanda National Olympic and Sports Committee | RNOSC     | Olympische Spiele | https://olympicrwanda.org/            |
| Rwanda Swimming Federation                   | RSF       | Schwimmen         |                                       |
| Rwanda Volleyball Federation                 | FRVB      | Volleyball        |                                       |
| Special Olympics Ruanda                      | SOR       | Behindertensport  | http://specialolympicsrwanda.org/     |